# بطولة أمريكا الجنوبية لألعاب القوى للناشئين 1976
بطولة أمريكا الجنوبية لألعاب القوى للناشئين 1976 هي النسخة الـ 11 من بطولة أمريكا الجنوبية لألعاب القوى للناشئين. أقيمت في ماراكايبو. شارك فيها 152 رياضياً من 6 بلدان. تصدرت البرازيل جدول الميداليات برصيد 44 ميدالية منها 19 ذهبية.

## جدول الميداليات
| الترتيب | منتخب      | ذهبية | فضية | برونزية | المجموع |
| ------- | ---------- | ----- | ---- | ------- | ------- |
| 1       | البرازيل   | 19    | 16   | 9       | 44      |
| 2       | تشيلي      | 6     | 5    | 7       | 18      |
| 3       | فنزويلا    | 5     | 9    | 7       | 21      |
| 4       | بيرو       | 2     | 0    | 5       | 7       |
| 5       | كولومبيا   | 1     | 4    | 6       | 11      |
| 6       | الأوروغواي | 1     | 0    | 0       | 1       |